# Viernes Negro (Venezuela)
El Viernes Negro en Venezuela, se refiere al día viernes 18 de febrero de 1983, cuando el bolívar sufrió una abrupta suspensión de la venta del dólar estadounidense durante diez días, derivada de políticas económicas asumidas por el entonces presidente Luis Herrera Campíns, que incluyeron posteriormente el establecimiento de un control de cambio, imponiendo una restricción a la salida de divisas y que fueron severamente objetadas por el entonces presidente del Banco Central de Venezuela, Leopoldo Díaz Bruzual.

## Acontecimientos previos
Al Viernes Negro en Venezuela le anteceden hechos tales como la salida de Venezuela del patrón oro, la nacionalización del petróleo, así como el comienzo de una etapa de descalabro entre el gasto público y los ingresos del Estado. Esta situación empeora y se hace patente con la caída de los precios del petróleo que llevó a las exportaciones petroleras de 19 300 millones de dólares en 1981 a casi 13 500 millones de dólares  en 1983 (una caída del 30 %) y el inicio de la crisis de la deuda en América Latina. Estos hechos produjeron una fuga de capitales de casi 8 mil millones de dólares y por ende el correspondiente descenso de las reservas internacionales, factores que hacían inminente una devaluación. A esto se le agrega el vencimiento de una deuda externa en enero de 1983 de cerca de 9 000 millones de dólares que el gobierno no pudo asumir en su momento.

## Tipos de cambio
El domingo 20 de febrero en reunión en La Casona durante 11 horas que sesionó el gabinete económico y luego dos horas el Consejo de Ministros, el ministro Arturo Sosa informó a los periodistas que se reanudaría el mercado cambiario el miércoles 23, sin embargo fue el 28 de febrero que se abrió el mercado cambiario con tres tipos de cambio.
- Dólar preferencial a B/ 4.30 para deuda pública y privada y bienes esenciales.
- Dólar para gastos esenciales a B/ 6.00 para ciertas importaciones.
- Dólar flotante a B/ 7.50 para viajeros y gastos no indispensables

## Consecuencias
Para Venezuela, el Viernes Negro representa un hito que cambió su historia económica. Hasta ese día se mantuvo oficialmente la estabilidad y fiabilidad que desde la segunda década del siglo XX había caracterizado a un mercado de libre convertibilidad, pero  la pérdida de confianza en la economía del país al observarse una caída en los niveles de las reservas internacionales, mal uso de las políticas fiscal y monetaria y especialmente a lo referente a la deuda pública, propició la adopción de un Régimen de Cambio Diferencial de tres tipos, primer tipo de cambio con respecto al dólar fue al valor fijo de 4,30 bolívares para bienes esenciales y deuda pública. Un segundo tipo de cambio a un valor fijo de Bs. 6,00 para importación de bienes no esenciales. el tercer tipo de cambio que inició a Bs. 7,50 para viajeros, ya que dicho valor quedó flotante y mensualmente aumentaba. Se mantiene este sistema hasta febrero de 1989 para ciertos productos controlados a través del libro del código de aranceles.
Desde entonces la devaluación constante del bolívar, complicaciones con el pago de la deuda externa, el acelerado deterioro del poder adquisitivo y la implantación de un control de cambio llamado Régimen de Cambio Diferencial (RECADI) —que funcionó entre el 28 de febrero de 1983 y el 10 de febrero de 1989 y que tuvo graves casos de corrupción durante el gobierno de Jaime Lusinchi— hicieron desaparecer la estabilidad de la moneda venezolana.